# Erik Ågren (Schriftsteller)
Erik Ågren (* 4. August 1924 in Nykarleby; † 12. März 2008 in Korsnäs) war ein finnlandschwedischer Schriftsteller und Dichter. Er war Gösta und Leo Ågrens Bruder.

## Leben
Im Alter von 13 Jahren wurde Ågren Holzfäller, wenige Jahre später zog er in den Fortsetzungskrieg. Später arbeitete Ågren über dreißig Jahre als Bauarbeiter, Hausmeister, Landarbeiter, Hausknecht und Gießereiarbeiter, bevor er 1971 Wärtsiläs Gießerei in Jakobstad verließ, um freier Schriftsteller zu werden. Anfang der 1980er Jahre ließ er sich in Korsnäs nieder. Ågren war in zweiter Ehe mit der Schriftstellerin Carita Nyström verheiratet und gründete 1984 mit ihr den Verlag Hantverk. Er hatte drei Töchter und einen Sohn.
1973 debütierte Ågren mit dem Roman Sårad („Verwundet“), einer Abrechnung mit Krieg, Hass und sinnlosem Gehorsam. Arbetslust ist eine epische Gesellschaftskritik, ein Roman über Fabrikarbeiter, Erwachen und Revolte. In Modellfilaren (1982) skizziert er die kapitalistische Gesellschaft und deren groteske Wirklichkeit. Edvin schildert sein eigenes Aufwachsen und das seiner Brüder. Im Roman Olga zeichnet er ein kraftvolles und mitfühlendes Porträt seiner Mutter.
Außer Romanen über die Arbeit hat Erik Ågren ein Kinderbuch, Lyrik und Theaterstücke geschrieben.

## Werke
- Sårad: en roman från fortsättningskriget, 1973
- Arbetslust, 1975
- Modellfilaren, 1982
- Sången om byn, 1983 (Lyrik)
- Sivs äventyr, 1984 (Kinderbuch)
- Trollkarlen: Stück für das Radio, 1986
- Bockfliken: en fiskehistoria, 1987
- Edvin, Roman, 1991
- Lappil och andra berättelser, 1994
- Solvända: en drömd bok, 1997
- Olga: historien om en mor, 2004